# Julija Raskina
Julija Sjarheeŭna Raskina (in bielorusso Юлія Сяргееўна Раскіна?; Minsk, 9 aprile 1982) è un'ex ginnasta bielorussa medaglia d'argento alle Olimpiadi di Sydney 2000 e vicecampionessa del mondo nel 1999.

## Biografia
Nata da una famiglia di sportivi di origini ebraiche, Raskina ha debuttato a livello internazionale partecipando ai Mondiali di Berlino 1997, vincendo la medaglia d'argento nella gara a squadre e piazzandosi quinta nel concorso individuale generale. L'anno seguente vince la medaglia d'oro nella gara a squadre e il bronzo nelle clavette agli Europei di Porto, e ai Mondiali di Osaka 1999 si laurea vicecampionessa individuale dietro Alina Kabaeva e davanti l'altra russa Julija Barsukova; durante quest'ultima competizione vince anche altre tre medaglie d'argento nella palla, nel nastro e nella gara a squadre.
Julija Raskina raggiunge l'apice della propria carriera sportiva vincendo la medaglia d'argento alle Olimpiadi di Sydney 2000, superando la campionessa del mondo uscente Alina Kabaeva, che si è dovuta accontentare del terzo posto, mentre l'oro è andato alla Barsukova. In seguito Raskina non è più riuscita a ripetersi ad alti livelli e nel 2003 ha deciso di ritirarsi dall'attività agonistica.

## Palmarès

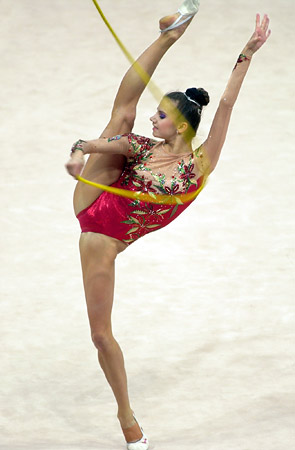
Raskina con il nastro durante le Olimpiadi di Sydney 2000

- Giochi olimpici

Sydney 2000: argento nel concorso individuale.
- Campionati mondiali di ginnastica ritmica

Berlino 1997: argento nella gara a squadre.
Osaka 1999: argento nell'all-around, nella palla, nel nastro e nella gara a squadre.
- Campionati europei di ginnastica ritmica

Porto 1998: oro nella gara a squadre, bronzo nelle clavette.
Budapest 1999: argento nell'all-around e nel cerchio, bronzo nel nastro.
Saragozza 2000: oro nella palla, argento nell'all-around e nella gara a squadre, bronzo nel nastro.